# Discula kriegeriana
Discula kriegeriana är en svampart som först beskrevs av Giacopo Bresàdola, och fick sitt nu gällande namn av Arx 1957. Discula kriegeriana ingår i släktet Discula och familjen Gnomoniaceae.   Inga underarter finns listade i Catalogue of Life.